# Радослав Недељковић
Радослав Дика Недељковић (Мушниково, код Призрена, 20. август 1936 — Ковин, 18. новембaр 2013) био је српски песник, новинар и преводилац с Косова и Метохије. 

## Биографија
Основну школу завршио је у Мушникову, гимназију и Вишу педагошку школу у Призрену, на којој је дипломирао албански језик и књижевност. До протеривања с Косова живео је у Призрену и радио као стални дописник листа Јединство из овог дела Метохије. Након бомбардовања СРЈ 1999. године избегао је у Ковин У пензију је отишао 1. јуна 2003. године. 
Неколико година радио је као учитељ, а онда постао дописник Јединства. Био је новинар, песник и преводилац с албанског на српски и са српског на албански језик. Писао је песме и на албанском и на српском језику. Стихове је објављивао у Јединству, Стремљењима, Рилиндји, Јета е реу и другим листовима и часописима који су излазили на Косову и Метохији. Прва песму Оливера објављује у „Јединству“ 15. фебруара 1960. године. Наставља са песмама Зовем те кроз километре, Повратак у Зани и ринису на албанском, Јета е реу и другим листовима и часописима. Објавио је у Рилиндји збирку песама на албанском Buzëqeshjet e vjedhura (прев. Украдени осмех) у едицији Прва књига 1972. године. Но, за живота није му се дало да своје објављене песме прикупи у збирку на српском језику. Пред крај живота, 2013. године, у сопственом издању је објавио збирку песама Венчање времена. У листовима и часописима остали су расути његови најбољи стихови. 
Заборављен од свих, умро је 18. новембра 2013. године у Ковину, где је и сахрањен.